# Arrhenatherum elatius
Arrhenatherum elatius es una especie de planta medicinal perteneciente a la familia de las poáceas.

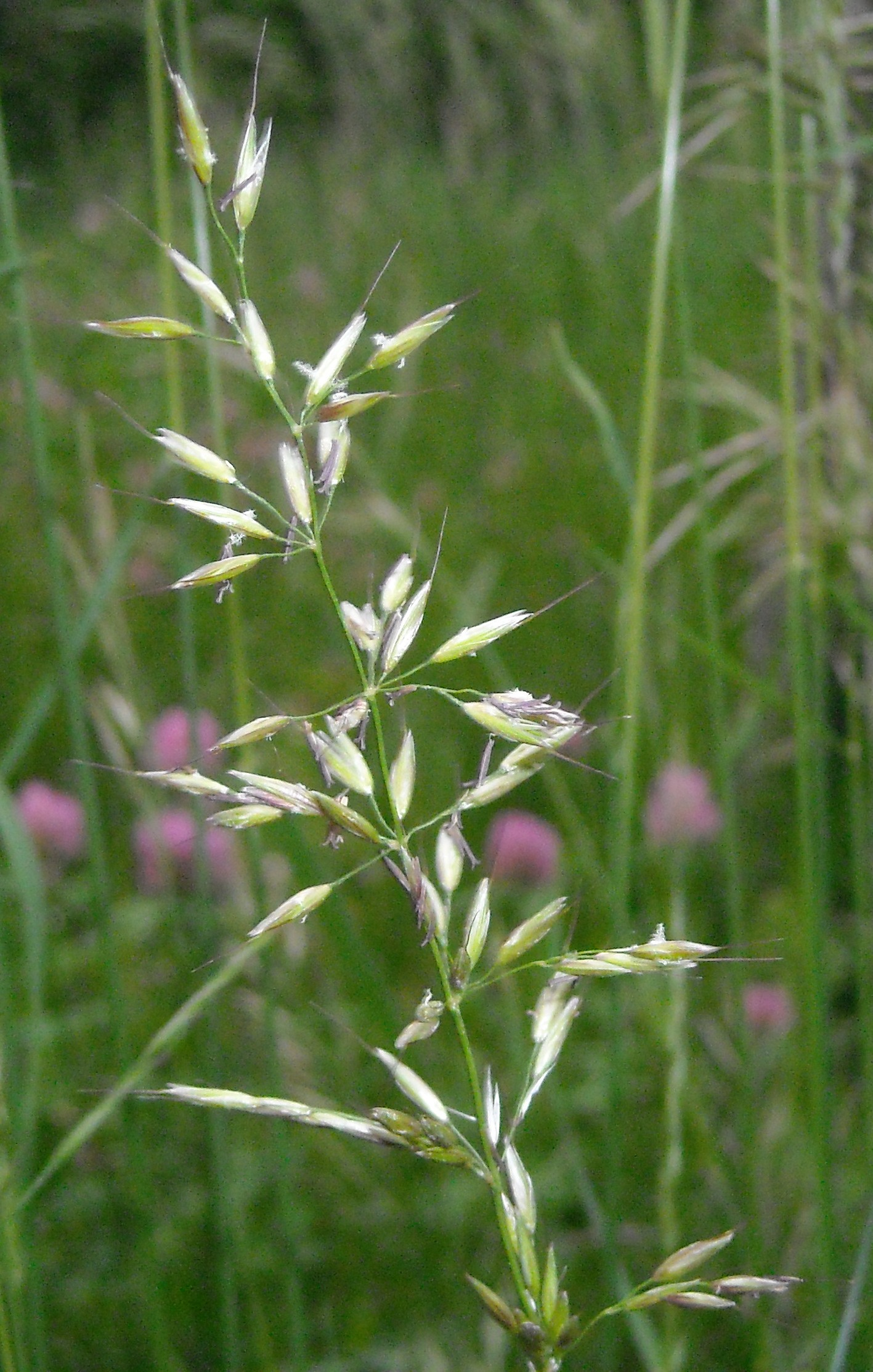
Espigas

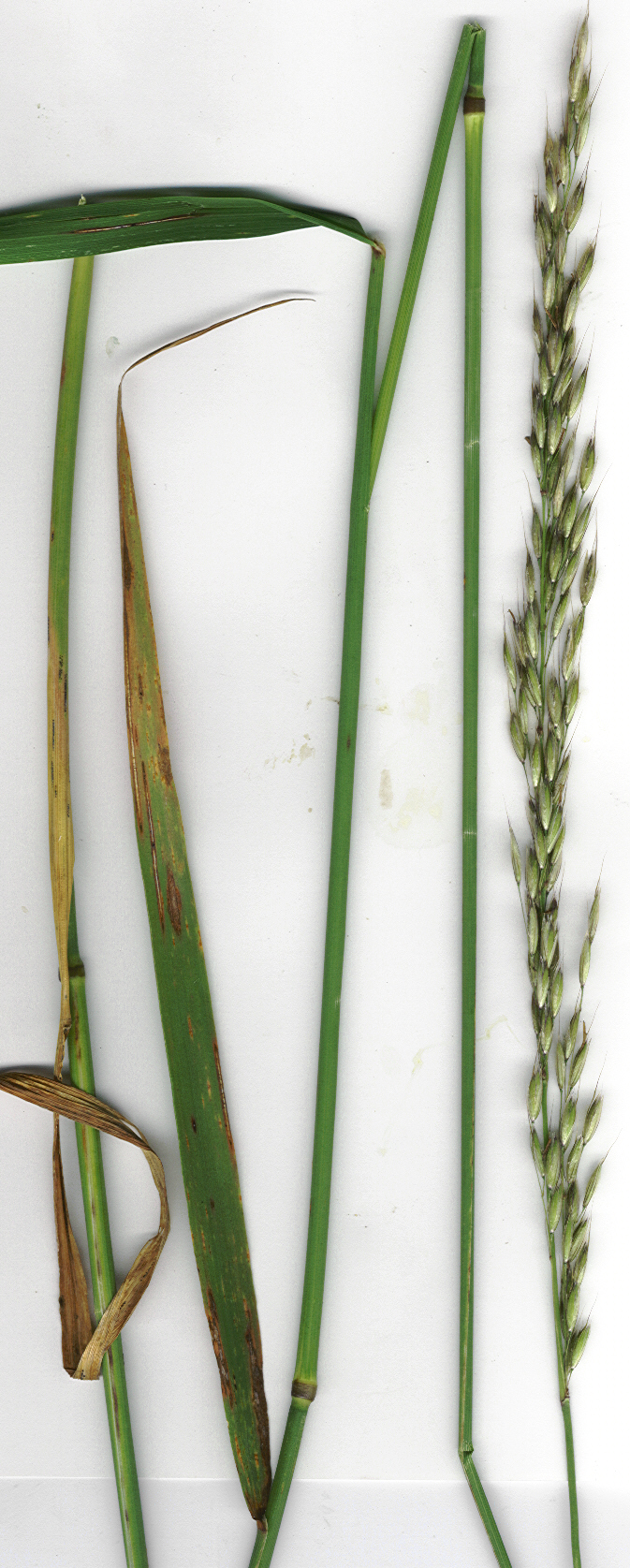
Vista de la planta

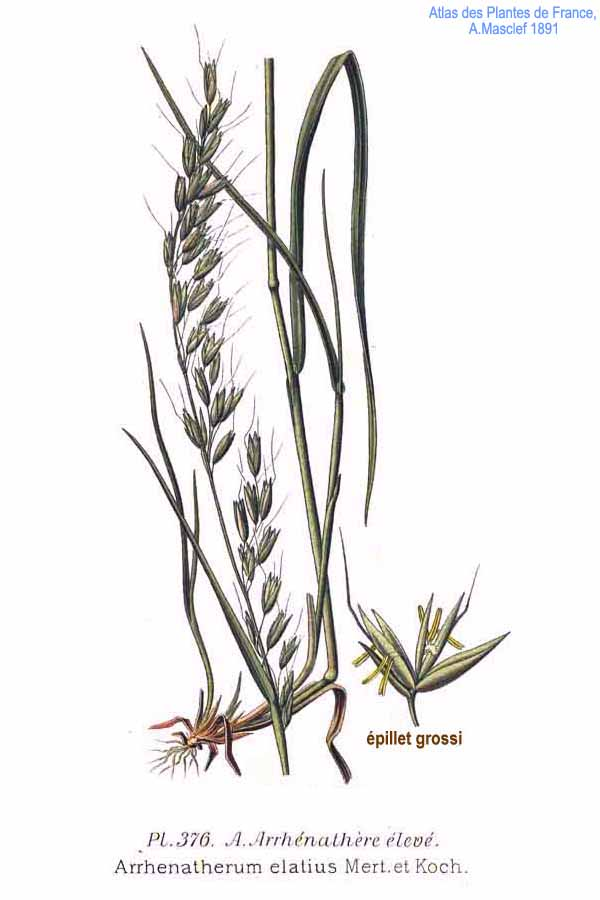
Ilustración

## Descripción
Planta herbácea perenne, de hasta 150 cm, laxamente cespitosa. Hojas planas, de hasta 8 mm de anchura; lígula membranosa. Inflorescencia en panícula generalmente laxa, con espiguillas amarillentas, en ocasiones teñidas de violeta. Espiguillas con glumas que no llegan a cubrir por completo las dos flores que albergan, la inferior con arista larga insertada en el tercio basal del lema.
Se reconocen tres subespecies en el territorio español: 
Subsp. elatius con panícula grande (> 15 cm, más de 50 espiguillas).
Subsp. bulbosum similar a la anterior pero además con bulbos.
Subsp. sardoum con panícula menor (< 15 cm, menos de 50 espiguillas) y carente de bulbos.

## Distribución
Nativa de Europa, norte de África y oeste de Asia. Actualmente se la considera subcosmopolita en regiones templadas. Desaparece gradualmente con la altitud, siendo remplazada por otras especies mejor adaptadas. 
En España, las subsp. elatius y bulbosum se distribuyen sobre todo por los dos tercios septentrionales del territorio, formando parte sobre todo de pastos mesófilos. La subsp. sardoum se distribuye por el tercio central de Navarra, generalmente en tipos de vegetación más xerófilos.

## Usos
Como hierba medicinal: Indicaciones: es expectorante, diurético, sudorífico.
Control de erosión: Muy útil para conservar cubiertas terrestres expuestas a erosión eólica o hídrica.
Ganadería: Puede ser usado como forraje en explotaciones ganaderas. No se recomienda otorgarle un papel primordial en una pastura polifítica, dado que existen otras especies de mejores aptitudes. 
Cabe mencionar que sus tejidos contienen altas concentraciones de calcio y fósforo
Ornamentación: La planta seca, suele usarse como decoración. 

## Requerimientos ambientales
Temperatura: Muy bien adaptada a climas continentales, aunque susceptible a heladas tardías. No sobrevive a la sombra.
En climas oceánicos, podemos encontrarla principalmente en laderas orientadas hacia el sur, donde la temperatura es mayor.
Agua: Muy resistente a las sequías estivales. Una inundación considerable puede terminar con una población de esta especie.
Suelo: Encuentra su optimo en suelos perfectamente drenados y algo secos. Gran sensibilidad a excesos de humedad.
Preferencia por suelos de pH medio a alcalino. No requiere gran oxigenación del suelo.

## Taxonomía
Arrhenatherum elatius  fue descrita por (L.) P.Beauv. ex J.Presl & C.Presl  y publicado en Flora Čechica 17. 1819.
Sinónimos
- Arrhenatherum almijarense Gand.
- Arrhenatherum americanum P.Beauv.
- Arrhenatherum asperum Opiz
- Arrhenatherum avenaceum P.Beauv.
- Arrhenatherum baeticum (Romero Zarco) Brullo, Miniss. & Spamp.
- Arrhenatherum biaristatum Peterm.
- Arrhenatherum bulbosum (Willd.) C.Presl
- Arrhenatherum cechicum Opiz
- Arrhenatherum exserens Opiz
- Arrhenatherum murcicum Sennen
- Arrhenatherum nebrodense Brullo, Miniss. & Spamp.
- Arrhenatherum precatorium (Thuill.) P.Beauv.
- Arrhenatherum rivulare Opiz
- Arrhenatherum rupestre Dumort.
- Arrhenatherum sardoum (Em.Schmid) Brullo, Miniss. & Spamp.
- Arrhenatherum tuberosum (Gilib.) F.W.Schultz
- Arrhenatherum zavadilianum Opiz
- Avena avenaceum (Scop.) P.Beauv.
- Avena bulboso Willd.
- Avena elata Salisb.
- Avena elatior L.
- Avena hispanica Lange
- Avena nodosa J.Walker
- Avena precatoria Thuill.
- Avena tuberosa Gilib.
- Avenastrum elatius (L.) Jess.
- Holcus avenaceus Scop.
- Holcus bulbosus (Willd.) Schrad.
- Holcus elatior (L.) Scop.
- Hordeum avenaceum Steud.
- Hordeum avenaceum Wigg. ex P. Beauv.[2]

## Nombres comunes
- castellano: avena descollada, cebollitas, gramari, maguita, maquilla, mazarilla, mazorra, mazorrilla, muguis, porrillas, reverencias, rosarios, tortero, torteros, yerba triguera.[3]